# Joseph Vendryes
Pour les articles homonymes, voir Vendryes.
Joseph Vendryes (prononcer [vɑ̃dʁijɛs]), né le 13 janvier 1875 à Paris et mort le 30 janvier 1960 dans la même ville, est un linguiste et celtiste français.

## Biographie

### Jeunesse et formation
Joseph Vendryes naît à Paris (9e arrondissement) le 13 janvier 1875.
Son grand-père, Jean-Baptiste Firmin Vendryes (1809-1893) avait pour sa part fait une carrière universitaire ; condisciple à Louis-le-Grand d'Évariste Galois, il avait fait l’École normale supérieure, puis mené une carrière qui l'avait vu finir comme inspecteur d'académie. Il avait correspondu avec Michelet.
Joseph Vendryes fréquente le lycée Louis-le-Grand et obtient son baccalauréat ès lettres en 1891. Par la suite, il étudie à la Faculté des lettres de Paris, de 1891 à 1894, année au cours de laquelle il obtient une licence ès lettres. Il est agrégé de grammaire en 1896 et devient boursier d'études en Allemagne (de 1898 à 1899), puis boursier de doctorat à la Faculté des lettres de Paris (de 1900 à 1901). Il accède au statut de docteur ès lettres en 1902.

### Carrière
Élève d'Antoine Meillet, Joseph Vendryes enseigna à l'École pratique des hautes études, où il occupa la chaire de langues et littératures celtiques. Il  enseigna également la linguistique à la faculté des lettres de l'université de Paris à partir de 1907 ainsi qu'à l'École normale supérieure (1920-1936). Doyen de la Faculté des lettres de Paris de janvier 1938 à la fin novembre 1944, il fut un administrateur efficace dans des temps difficiles et son absence d'attitude collaborationniste lui valut d'être arrêté quelque temps par l'Occupant, puis, en avril 1944, d'être relevé de ses fonctions par le ministre de Vichy.

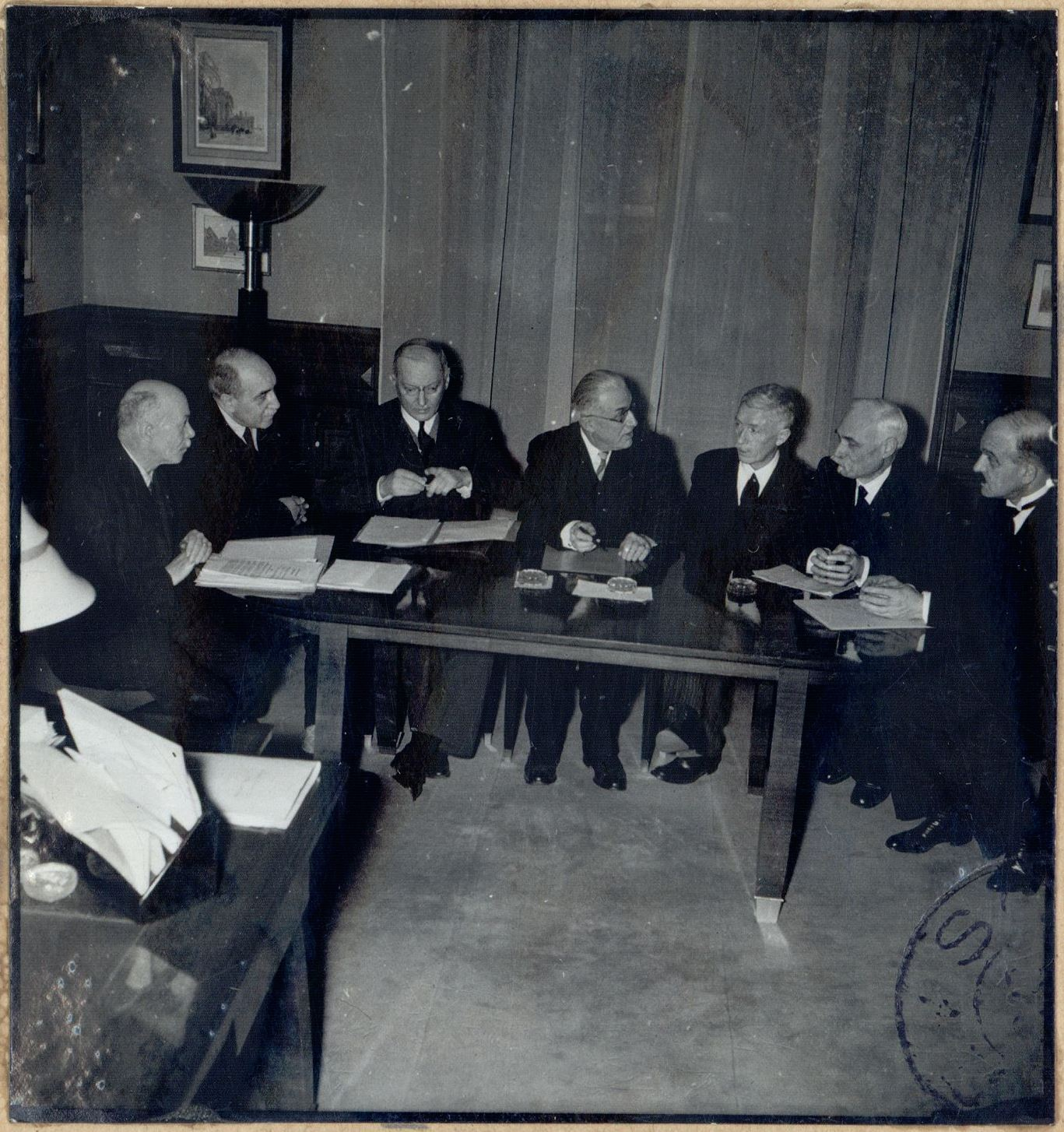
M. Bruhat, M. Gidel, M. Baudouin, M. Carcopino, M. Maurain, M. Vendryès et M. Damiens dans le bureau du recteur de l'université de Paris, 1940 (Bibliothèque interuniversitaire de la Sorbonne, NuBIS).

En 1925, ses collègues, élèves et amis lui offrirent un volume de Mélanges.
Une partie de sa bibliothèque, léguée à la bibliothèque de linguistique de l'université de Paris, se trouve désormais à la Bibliothèque de sciences humaines et sociales Paris Descartes-CNRS.
Il mourut le 30 janvier 1960 et fut inhumé au cimetière du Père-Lachaise (71e division).

## Travaux scientifiques
Vendryes a notamment développé les notions de linguistique idiosynchronique et d'idiolecte. Pour lui, il s'agit de l'étude d'un système de signes, différent selon les groupes sociaux mais propre à chacun de ceux-ci. En prenant en compte l'étude de systèmes linguistiques de groupes de locuteurs, la linguistique s'ancre un peu plus près des pratiques langagières tout en conservant l'idée que la langue en tant que système s'impose à tous comme un héritage culturel et modifiable.
En tant que celtologue, il a publié entre autres une Grammaire du Vieil Irlandais et un Lexique étymologique de l'irlandais ancien qu'il ne put achever. Il s'intéressa en outre à la religion celtique à laquelle il consacra quelques ouvrages.
Joseph Vendryes fut codirecteur de la Revue Celtique avec Émile Ernault et Marie-Louise Sjoestedt quand celle-ci était dirigée par Joseph Loth. Après le décès de ce dernier le 1er avril 1934, Joseph Vendryes fonda la revue Études celtiques.
Il fut  membre de l'Académie des inscriptions et belles-lettres.

## Citation
« Le langage [...] est un acte physiologique en ce qu'il met en œuvre plusieurs organes du corps humain. C'est un acte psychologique en ce qu'il suppose l'activité volontaire de l'esprit. C'est un acte social en ce qu'il répond à un besoin de communication entre les hommes. Enfin, c'est un fait historique, attesté sous des formes très variées [...]. » Le Langage, introduction linguistique à l'histoire, 1921 (réédition Albin Michel, 1968).

## Publications
- Recherches sur l'histoire et les effets de l'intensité initiale en latin, Klincksieck, Paris, 1902.
- Traité d'accentuation grecque, Klincksieck, Paris, 1904.
- Grammaire du vieil-irlandais : phonétique - morphologie - syntaxe, Guilmoto, Paris, 1908.
- Le Langage, introduction linguistique à l'histoire, 1921 (rééd. Albin Michel 1968).  (ISBN 978-2-226-04744-1)
- (avec Antoine Meillet), Traité de grammaire comparée des langues classiques, Honoré Champion, Paris, 1924.  (ISBN 978-2-85203-059-6)
- La poésie galloise des XIIe – XIIIe siècles dans ses rapports avec la langue, Clarendon Press, Londres, 1930, 31 p.
- La position linguistique du celtique, Humphrey Milford Amen House / Oxford University Press, Londres, 1937, 41 p.
- « La religion des Celtes », dans Mana : Introduction à l’histoire des religions, t. II : Les religions de l’Europe ancienne, fasc. 3 : Les religions étrusque et romaine ; les religions des Celtes, des Germains et des anciens Slaves, PUF, Paris, 1948, p. 237-289 (rééd. Coop Breizh, Spézet, 1997).  (ISBN 978-2-909924-91-5)
- Choix d'études linguistiques et celtiques, Klincksieck, Paris, 1952.
- Lexique étymologique de l'irlandais ancien, CNRS éditions, Paris, fasc. A-1959 ; fascicules suivantes continuées par Édouard Bachellery et Pierre-Yves Lambert.

### Articles liés
- Celtes
- Langues celtiques
- Bibliographie sur la civilisation celtique
- Bibliographie de la mythologie celtique